# Lehn AI
| AI ist das Kürzel für den Kanton Appenzell Innerrhoden in der Schweiz. Es wird verwendet, um Verwechslungen mit anderen Einträgen des Namens Lehn zu vermeiden. |

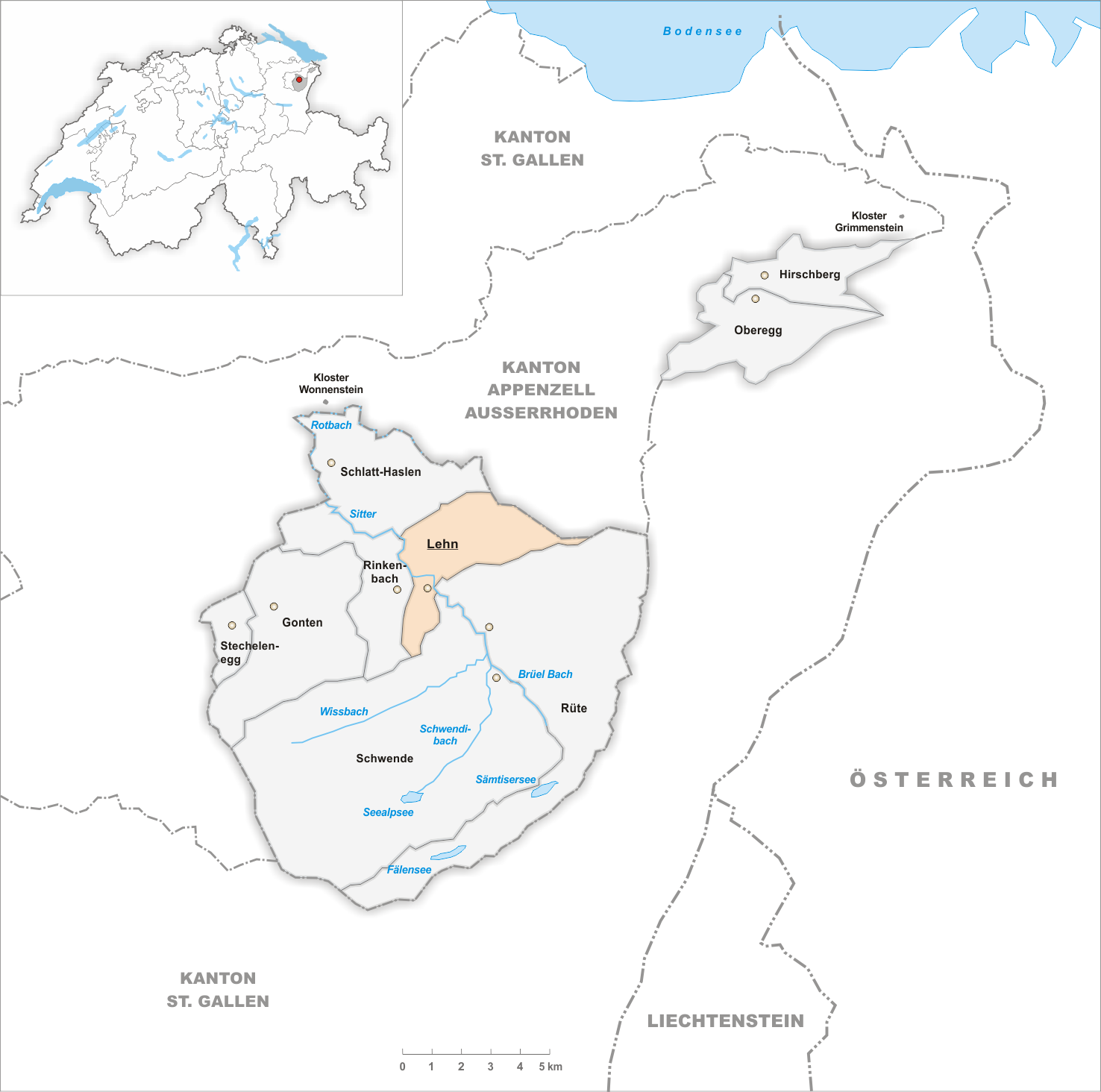
Bezirksstand vor der Fusion am 1. Januar 1873

Lehn ist eine Rhode im Kanton Appenzell Innerrhoden, Schweiz. Sie umfasst Appenzell sowie Streusiedlungen und Einzelhöfe an sonniger Hanglage. Der Name stammt von der Streusiedlung Lehn  (heute Bezirk Appenzell).
Erstmals belegt ist die Rhode Lehn um 1400. Unter der Herrschaft des Klosters St. Gallen bildete Lehn, früher Lehn-Dorf genannt, eine der Rhoden des äbtischen Amts Appenzell. Nach dem faktischen Ende der äbtischen Landesherrschaft 1429 existierte die Rhode Lehn weiter und gehörte nach der Landteilung 1597 zu den fünf Rhoden Appenzell Innerrhodens. Seit 1873 übt sie keine politischen Funktionen mehr aus, besteht aber als Personenverband weiter. Dieser zahlte den Rekruten bis 1875 die Kosten für die Militäruniformen (seither ein Rekrutengeld). Bis 1940 entrichtete er Fürsorgebeiträge, während er heute vor allem Beiträge für kirchliche und kulturelle Zwecke sowie an karitative Organisationen spricht und Ehrendienste (Fahnendelegation an der Landsgemeinde und an Fronleichnam) leistet. Das Lehn bezeichnet heute vor allem eine von der Landwirtschaft geprägte Region, in der seit 1950 rege gebaut wird.